# Ferdinand Keller (futbolista)
Ferdinand Keller (Múnich, Alemania Occidental; 30 de julio de 1946-11 de diciembre de 2023) fue un futbolista alemán que jugó en la posición de delantero.

## Carrera

### Club
| Periodo   | Club                 |
| --------- | -------------------- |
| 1965-1969 | TSG Pasing           |
| 1969-1970 | TSV 1860 Múnich      |
| 1970-1972 | Hannover 96          |
| 1972-1976 | TSV 1860 Múnich      |
| 1976-1978 | Hamburger SV         |
| 1978-1979 | Borussia Neunkirchen |

### Selección nacional
Jugó para Alemania Occidental en una ocasión en un partido amistoso ante Austria.
En la segunda mitad de la primera temporada de la recién creada 2.ª Bundesliga, 1974/75, en el año posterior al Mundial de 1974 y a la retirada del delantero Gerd Müller de la selección nacional, el delantero centro del Múnich 1860 fue nombrado seleccionador nacional Bernd Nickel el seleccionador nacional tan enfáticamente que ¿quién permitió que el muniqués ven a Viena. Ronald Worm, Bernd Nickel y Caspar Memering, Karl-Heinz Rummenigge no puede ser reconocido como goleador por la banda izquierda. Al comienzo de la primera mitad de la temporada 1975/76, el peligroso atacante de la 2.ª Bundesliga fue convocado por la DFB para su segundo partido internacional B. La asociación celebró una doble jornada contra los representantes de Austria: el 2 de septiembre los equipos B se enfrentaron en Augsburgo y un día después, el 3 de septiembre, estaba programado el partido internacional entre los equipos A. El atacante de los sesenta contribuyó con un gol a la victoria del B-Elf alemán por 2-0 en Augsburgo y impresionó junto a y Dieter Müller, Wolfgang Seel, Seppl Pirrung de la DFB por primera vez en marzo de 1975. En Dublín, la selección perdió 0-1 en el partido internacional contra Irlanda A y Keller estuvo al lado de sus compañeros atacantes selección B fue nombrado miembro de la Helmut Schön
El 3 de septiembre de 1975, finalmente jugó 20 minutos en la victoria por 2-0 contra Austria en Viena. En el minuto 72 sustituyó al Herbert Wimmer del Mönchengladbach y debutó, al igual que Manfred Kaltz. Bernd Gersdorff y Uli Stielike en la selección A.[6]

## Logros

### Club
- UEFA Cup Winners' Cup: 1976-77

### Individual
- Goleador de la Recopa de Europa 1977-78 (6 goles).